# Polen op de Olympische Zomerspelen 1992
Polen nam deel aan de Olympische Zomerspelen 1992 in Barcelona, Spanje. Het Oost-Europese land eindigde op de 19de plaats in het medailleklassement.

## Medailleoverzicht
| Sport            | Olympiër | Onderdeel                  | Medaille |
| ---------------- | --- | -------------------------- | -------- |
| Judo             | Waldemar Legień | -86kg (m)                  | Goud     |
| Moderne vijfkamp | Arkadiusz Skrzypaszek | individueel (m)            | Goud     |
| Moderne vijfkamp | Maciej Czyżowicz Dariusz Goździak Arkadiusz Skrzypaszek | team (m)                   | Goud     |
| Gewichtheffen    | Krzysztof Siemion | -82,5kg (m)                | Zilver   |
| Kanovaren        | Maciej Freimut Wojciech Kurpiewski | K-2 500m (m)               | Zilver   |
| Voetbal          | Dariusz Adamczuk Marek Bajor Jerzy Brzęczek Dariusz Gęsior Marcin Jałocha Andrzej Juskowiak Aleksander Kłak Andrzej Kobylański Dariusz Koseła Wojciech Kowalczyk Marek Koźmiński Tomasz Łapiński Grzegorz Mielcarski Arkadiusz Onyszko Ryszard Staniek Dariusz Szubert Piotr Świerczewski Mirosław Waligóra Tomasz Wałdoch Tomasz Wieszczycki | mannen                     | Zilver   |
| Worstelen        | Józef Tracz | -74kg Grieks-Romeins (m)   | Zilver   |
| Worstelen        | iotr Stępień | -82kg Grieks-Romeins (m)   | Zilver   |
| Zwemmen          | Rafał Szukała | 100m vlinderslag (m)       | Zilver   |
| Atletiek         | Artur Partyka | hoogspringen (m)           | Brons    |
| Boksen           | Wojciech Bartnik | -81kg (m)                  | Brons    |
| Gewichtheffen    | Sergiusz Wołczaniecki | -90kg (m)                  | Brons    |
| Gewichtheffen    | Waldemar Malak | -100kg (m)                 | Brons    |
| Kanovaren        | Dariusz Białkowski Grzegorz Kotowicz | K-2 1000m (m)              | Brons    |
| Kanovaren        | Izabela Dylewska-Światowiak | K-1 500m (v)               | Brons    |
| Roeien           | Kajetan Broniewski | skiff (m)                  | Brons    |
| Roeien           | Michał Cieślak Wojciech Jankowski Maciej Łasicki Jacek Streich Tomasz Tomiak | vier-met (m)               | Brons    |
| Schermen         | Piotr Kiełpikowski Adam Krzesiński Cezary Siess Ryszard Sobczak Marian Sypniewski | floret team (m)            | Brons    |
| Schietsport      | Małgorzata Książkiewicz | 50m geweer 3 houdingen (v) | Brons    |

## Deelnemers en resultaten

### Atletiek
| Olympiër                    | Onderdeel              | Resultaat | Prestatie |
| --------------------------- | ---------------------- | --------- | --- |
| Piotr Piekarski             | 800m (m)               | DSQ       | serie 1: 1ste in 1.48,51 halve finale 3: gediskwalificeerd |
| Paweł Woźniak               | 400m horden (m)        | 29e       | serie 6: 5de in 50,30 |
| Leszek Bebło                | marathon (m)           | 20e       | 2:16.38 |
| Jan Huruk                   | marathon (m)           | 7e        | 2:14.32 |
| Wiesław Perszke             | marathon (m)           | 21e       | 2:16.38 |
| Robert Korzeniowski         | 20km snelwandelen (m)  | DNF       | niet gefinisht |
| Robert Korzeniowski         | 50km snelwandelen (m)  | DSQ       | gediskwalificeerd |
| Roman Golanowski            | verspringen (m)        | 29e       | kwalificatie groep B: 17de met 7,61m |
| Eugeniusz Bedeniczuk        | hink-stap-springen (m) | 12e       | kwalificatie groep A: 5de met 16,92m finale: 12de met 16,23m |
| Andrzej Grabarczyk          | hink-stap-springen (m) | 34e       | kwalificatie groep B: 19de met 15,79m |
| Artur Partyka               | hoogspringen (m)       | Brons     | kwalificatie groep A: 5de met 2,26m finale: 3de met 2,34m |
|                             |                        |           | |
| Anna Brzezińska             | 1500m (v)              | 24e       | serie 3: 9de in 4.08,35 halve finale 1: 11de in 4.15,53 |
| Małgorzata Rydz             | 1500m (v)              | 7e        | serie 2: 3de in 4.09,47 halve finale 2: 2de in 4.03,83 finale: 7de in 4.01,91 |
| Małgorzata Birbach          | marathon (v)           | 26e       | 2:54.33 |
| Wanda Panfil                | marathon (v)           | 22e       | 2:47.27 |
| Beata Kaczmarska            | 10km snelwandelen (v)  | 17e       | 46.34 |
| Katarzyna Radtke            | 10km snelwandelen (v)  | 11e       | 45.45 |
| Agata Jaroszek-Karczmarek   | verspringen (v)        | 10e       | kwalificatie groep A: 5de met 6,55m finale: 10de met 6,41m |
| Beata Hołub                 | hoogspringen (v)       | 17e       | kwalificatie groep B: 9de met 1,90m |
| Donata Jancewicz            | hoogspringen (v)       | 10e       | kwalificatie groep A: 6de met 1,92m finale: 10de met 6,41m |
| Katarzyna Majchrzak         | hoogspringen (v)       | 23e       | kwalificatie groep A: 10de met 1,88m |
| Krystyna Danilczyk-Zabawska | kogelstoten (v)        | 10e       | kwalificatie groep B: 5de met 18,30m finale: 10de met 18,29m |
| Genowefa Patla              | speerwerpen (v)        | 19e       | kwalificatie groep B: 10de met 58,18m |
| Maria Kamrowska             | zevenkamp (v)          | 10e       | 100m horden: 7de in 13,48 hoogspringen: 20ste met 1,70m kogelstoten: 4de met 14,49m 200m: 11de in 24,40 verspringen: 10de met 6,12m speerwerpen: 16de met 44,12m 800m: 7de in 2.10,96 totaal: 6263 punten  |
| Urszula Włodarczyk          | zevenkamp (v)          | 8e        | 100m horden: 10de in 13,57 hoogspringen: 6de met 1,82m kogelstoten: 12de met 13,91m 200m: 8ste in 24,18 verspringen: 8ste met 6,20m speerwerpen: 17de met 43,46m 800m: 14de in 2.14,96 totaal: 6333 punten |

### Badminton
| Olympiër                 | Onderdeel      | Resultaat | Prestatie                                                                                           |
| ------------------------ | -------------- | --------- | --------------------------------------------------------------------------------------------------- |
| Jacek Hankiewicz         | enkelspel (m)  | 33e       | 1ste ronde: V van JPN Machida: 15-9, 13-15, 3-15                                                    |
|                          |                |           | |
| Bożena Bąk               | enkelspel (v)  | 17e       | 1ste ronde: W van FRA Delvingt: 11-0, 11-2 2de ronde: V van EUN Rybkhina: 4-11, 4-11                |
| Katarzyna Krasowska      | enkelspel (v)  | 17e       | 1ste ronde: W van HUN Harsagi: 5-11, 11-0, 11-6 2de ronde: V van DEN Nedergaard: 0-11, 3-11         |
| Wioletta Wilk            | enkelspel (v)  | 33e       | 1ste ronde: V van INA Abdullah: 5-11, 3-11                                                          |
| Bożena Bąk Wioletta Wilk | dubbelspel (v) | 9e        | 1ste ronde: W van BUL Dimitrova/Nedjalkova: 17-16, 15-8 2de ronde: V van AUS Lao/Cator: 3-15, 12-15 |
| Bożena Haracz Beata Syta | dubbelspel (v) | 17e       | 1ste ronde: V van INA Finarsih/Tampi: 1-15, 9-15                                                    |

### Boksen
| Olympiër         | Onderdeel | Resultaat | Prestatie |
| ---------------- | --------- | --------- | --- |
| Andrzej Rżany    | -48kg (m) | 17e       | 1ste ronde: V van IND Prasad: 6-12 |
| Leszek Olszewski | -51kg (m) | 17e       | 1ste ronde: V van CUB González: 7-15 |
| Robert Ciba      | -54kg (m) | 17e       | 1ste ronde: V van NGR Sabo: scheidsrechterlijke beslissing                                                                                    |
| Dariusz Snarski  | -60kg (m) | 9e        | 1ste ronde: W van AUS Rowsell: scheidsrechterlijke beslissing 2de ronde: V van GER Rudolph: 1-10                                              |
| Wiesław Małyszko | -67kg (m) | 17e       | 1ste ronde: V van DOM Ramos: 1-6 |
| Robert Buda      | -75kg (m) | 17e       | 1ste ronde: V van INA Papilaya: 5-11 |
| Wojciech Bartnik | -81kg (m) | Brons     | 1ste ronde: W van PUR González: 6-3 2de ronde: W van ALG Guesmia: 14-13 kwartfinale: W van CUB Espinosa: 9-3 halve finale: V van GER May: 6-8 |
| Krzysztof Rojek  | -91kg (m) | 17e       | 1ste ronde: V van CUB Savón: scheidsrechterlijke beslissing                                                                                   |

### Boogschieten
| Olympiër                                            | Onderdeel       | Resultaat | Prestatie |
| --------------------------------------------------- | --------------- | --------- | --- |
| Jacek Gilewski                                      | individueel (m) | 36e       | plaatsingsronde: 36ste met 1261 punten                                                                       |
| Konrad Kwiecień                                     | individueel (m) | 44e       | plaatsingsronde: 44ste met 1255 punten                                                                       |
| Sławomir Napłoszek                                  | individueel (m) | 54e       | plaatsingsronde: 54ste met 1243 punten                                                                       |
| Jacek Gilewski Konrad Kwiecień Sławomir Napłoszek   | team (m)        | 10e       | plaatsingsronde: 10de met 3759 punten 1ste ronde: V van Zuid-Korea: 230-240                                  |
|                                                     |                 |           | |
| Edyta Korotkin                                      | individueel (v) | 32e       | plaatsingsronde: 32ste met 1270 punten 1ste ronde: V van KOR Kim: 92-106                                     |
| Joanna Nowicka-Kwaśna                               | individueel (v) | 10e       | plaatsingsronde: 10de met 1315 punten 1ste ronde: W van FRA Hibon: 102-100 2de ronde: V van TPE Lai: 107-109 |
| Iwona Okrzesik                                      | individueel (v) | 50e       | plaatsingsronde: 50ste met 1223 punten                                                                       |
| Edyta Korotkin Joanna Nowicka-Kwaśna Iwona Okrzesik | team (v)        | 16e       | plaatsingsronde: 16de met 38085 punten 1ste ronde: V van Turkije: 213-235                                    |

### Gewichtheffen
| Olympiër              | Onderdeel   | Resultaat | Prestatie                                                      |
| --------------------- | ----------- | --------- | -------------------------------------------------------------- |
| Marek Gorzelniak      | -56kg (m)   | 8e        | trekken: 5de met 115kg stoten: 6de met 140kg totaal: 255kg     |
| Włodzimierz Chlebosz  | -75kg (m)   | 7e        | trekken: 3de met 155kg stoten: 8ste met 185kg totaal: 340kg    |
| Andrzej Kozłowski     | -75kg (m)   | 4e        | trekken: 2de met 160kg stoten: 4de met 192,5kg totaal: 352,5kg |
| Andrzej Cofalik       | -82,5kg (m) | 10e       | trekken: 6de met 160kg stoten: 11de met 190kg totaal: 350kg    |
| Krzysztof Siemion     | -82,5kg (m) | Zilver    | trekken: 3de met 165kg stoten: 1ste met 205kg totaal: 370kg    |
| Sergiusz Wołczaniecki | -90kg (m)   | Brons     | trekken: 3de met 172,5kg stoten: 3de met 220kg totaal: 392,5kg |
| Waldemar Malak        | -100kg (m)  | Brons     | trekken: 2de met 185kg stoten: 4de met 215kg totaal: 400kg     |
| Piotr Banaszak        | -82,5kg (m) | DNF       | trekken: 5de met 185kg                                         |
| Dariusz Osuch         | -82,5kg (m) | 5e        | trekken: 6de met 175kg stoten: 4de met 225,5kg totaal: 397,5kg |

### Gymnastiek
| Olympiër         | Onderdeel       | Resultaat | Prestatie |
| Ritmisch         | Ritmisch        | Ritmisch  | Ritmisch |
| ---------------- | --------------- | --------- | --- |
| Eliza Białkowska | individueel (v) | 15e       | kwalificatie: 14de hoepel: 8ste met 9,350 punten touw: 14de met 9,250 punten knotsen: 22ste met 8,925 punten bal: 17de met 9,200 punten totaal: 36,725 punten finale: 15de hoepel: 8ste met 9,400 punten totaal: 27,762 punten                                                                               |
| Joanna Bodak     | individueel (v) | 7e        | kwalificatie: 9de hoepel: 10de met 9,325 punten touw: 9de met 9,400 punten knotsen: 7de met 9,400 punten bal: 8ste met 9,325 punten totaal: 37,450 punten finale: 7de hoepel: 7de met 9,450 punten touw: 10de met 9,300 punten knotsen: 5de met 9,550 punten bal: 7de met 9,450 punten totaal: 56,475 punten |

### Judo
| Olympiër               | Onderdeel | Resultaat | Prestatie |
| ---------------------- | --------- | --------- | --- |
| Piotr Kamrowski        | -60kg (m) | 9e        | 1ste ronde: W van LIB Chrabie: ippon 2de ronde: W van DJI Isahak: ippon 3de ronde: W van BRA Yamasaki: ippon kwartfinale: V van KOR Yoon: koka herkansingen: V van VEN García: yuko                                 |
| Wiesław Błach          | -71kg (m) | 7e        | 1ste ronde: vrij 2de ronde: W van CUB Sayu: ippon 3de ronde: W van PRK Yong: ippon kwartfinale: V van JPN Koga: koka herkansingen: W van CHN Shi: koka herkansingen 2: V van FRA Carabetta: waza-ari                |
| Krzysztof Kamiński     | -78kg (m) | 18e       | 1ste ronde: vrij 2de ronde: W van PHI Baylon: ippon 3de ronde: V van ROU Ciupe: ippon |
| Waldemar Legień        | -86kg (m) | Goud      | 1ste ronde: vrij 2de ronde: W van KEN Oduor: ippon 3de ronde: W van BUL Ivanov: ippon kwartfinale: W van KOR Yang: koka halve finale: W van CAN Gill: koka finale: W van FRA Tayot: koka                            |
| Paweł Nastula          | -86kg (m) | 5e        | 1ste ronde: vrij 2de ronde: W van KOR Yun: ippon 3de ronde: W van BEL Van De Walle: ippon kwartfinale: W van MGL Odvogiin: ippon halve finale: V van GBR Stevens: koka bronzen finale: V van EUN Sergeyev: waza-ari |
| Rafał Kubacki          | +95kg (m) | 9e        | 1ste ronde: W van ARG Granja: ippon 2de ronde: W van NED Raven: ippon kwartfinale: V van EUN Khakaleishvili: waza-ari herkansingen: V van CUB Garcia: ippon                                                         |
|                        |           |           | |
| Małgorzata Roszkowska  | -48kg (v) | 18e       | 1ste ronde: vrij 2de ronde: V van ESP Soler: yuko |
| Maria Gontowicz-Szałas | -52kg (v) | 7e        | 1ste ronde: vrij 2de ronde: V van CUB González: koka herkansingen: W van BRA Alves: ippon herkansingen 2: W van SWE Myren: yuko herkansingen 3: V van JPN Tateno: yuko                                              |
| Bogusława Olechnowicz  | -61kg (v) | 20e       | 1ste ronde: V van GBR Bell: yuko |
| Katarzyna Juszczak     | -72kg (v) | 7e        | 1ste ronde: vrij 2de ronde: W van ECU Cangá: ippon kwartfinale: V van KOR Kim: ippon herkansingen: W van CAN Webb: waza-ari herkansingen 2: V van GER Schutterhelm: koka                                            |
| Beata Maksymowa        | +72kg (v) | 5e        | 1ste ronde: W van FIN Akerblom: koka 2de ronde: V van CUB Villanueva: koka herkansingen: W van CUB Yompakdee: ippon herkansingen 2: W van EUN Gundarenko: waza-ari bronzen finale: V van JPN Sakaue: ippon          |

### Kanovaren
| Olympiër                                                            | Onderdeel     | Resultaat | Prestatie                                                                                                   |
| Slalom                                                              | Slalom        | Slalom    | Slalom |
| ------------------------------------------------------------------- | ------------- | --------- | --- |
| Krzysztof Bieryt                                                    | C-1 (m)       | 27e       | run 1: 21ste in 142,61 run 2: 29ste in 169,01                                                               |
| Zbigniew Miązek                                                     | C-1 (m)       | 15e       | run 1: 12de in 128,03 run 2: 12de in 122,37                                                                 |
| Grzegorz Sarata                                                     | C-1 (m)       | 13e       | run 1: 30ste in 161,88 run 2: 11de in 122,12                                                                |
| Krzysztof Kołomański Michał Staniszewski                            | C-2 (m)       | 10e       | run 1: 9de in 142,67 run 2: 8ste in 133,75                                                                  |
|                                                                     |               |           | |
| Bogusława Knapczyk                                                  | K-1 (m)       | 19e       | run 1: 21ste in 160,78 run 2: 14de in 149,59                                                                |
| Sprint                                                              |               |           | |
| Mariusz Walkowiak                                                   | C-1 500m (m)  | 17e       | serie 2: 5de in 1.58,14 herkansingen: 4de in 1.58,24 halve finale 1: 9de in 2.00,28                         |
| Tomasz Darski                                                       | C-1 1000m (m) | 19e       | serie 1: 6de in 4.23,21 herkansingen: 5de in 4.11,11                                                        |
| Tomasz Darski Andrzej Sołoducha                                     | C-2 500m (m)  | 10e       | serie 2: 7de in 1.46,93 halve finale 2: 4de in 1.42,72                                                      |
| Dariusz Koszykowski Mariusz Walkowiak                               | C-2 1000m (m) | 10e       | serie 1: 4de in 3.38,72 halve finale 1: 4de in 3.48,28                                                      |
| Grzegorz Kotowicz                                                   | K-1 500m (m)  | 15e       | serie 3: 4de in 1.44,58 herkansingen: 3de in 1.41,68 halve finale 1: 8ste in 1.43,70                        |
| Maciej Freimut Wojciech Kurpiewski                                  | K-2 500m (m)  | Zilver    | serie 1: 1ste in 1.34,76 halve finale 2: 2de in 1.29,66 finale: 2de in 1.29,84                              |
| Dariusz Białkowski                                                  | K-2 1000m (m) | Brons     | serie 2: 4de in 3.30,92 herkansingen: 1ste in 3.15,58 halve finale 1: 2de in 3.18,55 finale: 3de in 3.18,86 |
| Maciej Freimut Wojciech Kurpiewski Grzegorz Kaleta Grzegorz Krawców | K-4 1000m (m) | 6e        | serie 1: 2de in 2.55,28 halve finale 2: 4de in 2.59,20 finale: 6de in 3.01,43                               |
|                                                                     |               |           | |
| Izabella Dylewska-Światowiak                                        | K-1 500m (v)  | Brons     | serie 1: 4de in 1.55,72 halve finale 2: 2de in 1.51,61 finale: 3de in 1.52,36                               |
| Izabella Dylewska-Światowiak Elżbieta Urbańczyk                     | K-2 500m (v)  | 6e        | serie 3: 2de in 1.45,19 halve finale 2: 3de in 1.43,50 finale: 6de in 1.42,44                               |

### Moderne vijfkamp
| Olympiër                                                | Onderdeel       | Resultaat | Prestatie |
| ------------------------------------------------------- | --------------- | --------- | --- |
| Maciej Czyżowicz                                        | individueel (m) | 19e       | schermen: 37ste met 33 overwinningen zwemmen: 16de in 3.20,4 schietsport: 12de met 189 punten atletiek: 36ste in 13.46,0 paardensport:' 33ste met 962 punten totaal: 5205 punten     |
| Dariusz Goździak                                        | individueel (m) | 10e       | schermen: 28ste met 34 overwinningen zwemmen: 62ste in 3.40,6 schietsport: 3de met 195 punten atletiek: 26ste in 13.30,2 paardensport:' 20ste met 1020 punten totaal: 5254 punten    |
| Arkadiusz Skrzypaszek                                   | individueel (m) | Goud      | schermen: 2de met 46 overwinningen zwemmen: 21ste in 3.22,5 schietsport: 9de met 190 punten atletiek: 23ste in 13.26,9 paardensport:' 13de met 1040 punten totaal: 5559 punten       |
| Maciej Czyżowicz Dariusz Goździak Arkadiusz Skrzypaszek | team (m)        | Goud      | schermen: 2de met 2575 punten zwemmen: 16de met 3632 punten schietsport: 1ste met 3420 punten atletiek: 8ste met 3369 punten paardensport:' 2de met 3022 punten totaal: 16018 punten |

### Roeien
| Olympiër                                                                     | Onderdeel       | Resultaat | Prestatie |
| ---------------------------------------------------------------------------- | --------------- | --------- | --- |
| Kajetan Broniewski                                                           | skiff (m)       | Brons     | serie 3: 2de in 7.11,01 herkansingen: 1ste in 7.01,64 halve finale 1: 3de in 7.02,65 finale: 3de in 6.56,82  |
| Andrzej Krzepiński Andrzej Marszałek                                         | dubbel-twee (m) | 5e        | serie 4: 3de in 6.33,51 herkansingen: 1ste in 6.41,27 halve finale 1: 3de in 6.19,98 finale: 5de in 6.24,32  |
| Piotr Basta Tomasz Mruczkowski Bartosz Sroga                                 | twee-met (m)    | 7e        | serie 1: 1ste in 7.02,12 halve finale 1: 4de in 6.53,97 finale B: 1ste in 7.04,37                            |
| Piotr Bujnarowski Marek Gawkowski Jarosław Janowski Cezary Jędrzycki         | dubbel-vier (m) | 11e       | serie 2: 4de in 5.54,13 herkansingen: 3de in 5.59,03 halve finale 1: 5de in 6.05,31 finale B: 5de in 6.01,18 |
| Michał Cieślak Wojciech Jankowski Maciej Łasicki Jacek Streich Tomasz Tomiak | vier-met (m)    | Brons     | serie 2: 5de in 6.27,24 herkansingen: 2de in 6.16,93 finale: 3de in 6.03,27                                  |

### Paardensport
| Olympiër                                                         | Onderdeel   | Resultaat | Prestatie |
| Eventing                                                         | Eventing    | Eventing  | Eventing |
| ---------------------------------------------------------------- | ----------- | --------- | --- |
| Arkadiusz Bachur                                                 | individueel | 50e       | dressuur: 47ste met 66,00 strafpunten cross-country: 54ste met 107,60 strafpunten springconcours: 55ste met 25 strafpunten totaal: 198,60 strafpunten |
| Bogusław Jarecki                                                 | individueel | 42e       | dressuur: 44ste met 65,20 strafpunten cross-country: 36ste met 73,20 strafpunten springconcours: 61ste met 40 strafpunten totaal: 178,40 strafpunten  |
| Jacek Krukowski                                                  | individueel | 32e       | dressuur: 65ste met 73,40 strafpunten cross-country: 37ste met 74,00 strafpunten springconcours: 24ste met 10 strafpunten totaal: 157,40 strafpunten  |
| Piotr Piasecki                                                   | individueel | 35e       | dressuur: 80ste met 92,00 strafpunten cross-country: 27ste met 51,60 strafpunten springconcours: 42ste met 15 strafpunten totaal: 158,60 strafpunten  |
| Bogusław Jarecki Arkadiusz Bachur Jacek Krukowski Piotr Piasecki | team        | 9e        | dressuur: 15de met 204,60 strafpunten cross-country: 9de met 198,90 strafpunten springconcours: 13de met 50 strafpunten totaal: 494,40 strafpunten    |

### Schermen
| Olympiër                                                                                          | Onderdeel       | Resultaat | Prestatie |
| ------------------------------------------------------------------------------------------------- | --------------- | --------- | --- |
| Maciej Ciszewski                                                                                  | degen (m)       | 37e       | 1ste ronde groep 3: 3de V van SWE Vánky: 4-5 V van EUN Shuvalov: 2-5 W van ESP Maroto: 5-3 W van KUW Al-Hamar: 5-0 W van ROU Milan: 5-4 V van BRA Finardi: 3-5 2de ronde: V van KOR Jang: 4-5, 5-6 |
| Witold Gadomski                                                                                   | degen (m)       | 56e       | 1ste ronde groep 9: 7de V van HUN Kovács: 1-5 V van EST Kaaberma: 2-5 V van KOR Jang: 2-5 V van USA Normile: 4-5 W van AUS Davidson: 5-1 V van SIN Tan: 4-5 |
| Sławomir Nawrocki                                                                                 | degen (m)       | 32e       | 1ste ronde groep 8: 6de V van FRA Henry: 1-5 V van CAN Chouinard: 2-5 G van SUI Kuhn: 5-5 V van SWE Sandegren: 3-5 G van KOR Kim: 5-5 W van RSA van Garderen: 5-1 2de ronde: W van KOR Kim: 5-1, 5-2 3de ronde: V van EUN Kolobkov: 6-4, 2-5, 2-5 herkansingen: V van ITA Mazzoni: 2-5, 3-5 |
| Sławomir Nawrocki Maciej Ciszewski Witold Gadomski Marek Stępień Sławomir Zwierzyński             | degen team (m)  | 12e       | 1ste ronde groep 4: 3de V van Italië: 2-8 V van Canada: 4-9 |
| Piotr Kiełpikowski                                                                                | floret (m)      | 15e       | 1ste ronde groep 4: 2de V van ITA Borella: 0-5 W van CUB Gregory: 5-2 W van ESP Bravo: 5-2 W van CHN Wang: 5-1 W van RSA Torrente: 5-4 W van PAR Marcelo Álvarez: 5-1 2de ronde: vrij 3de ronde: W van JPN Nagano: 5-2, 5-3 4de ronde: V van CUB Betancourt: 1-5, 4-6 herkansingen: W van FRA Groc: 5-1, 2-5, 5-3 herkansingen 2: V van EUN Holubytskiy: 2-5, 3-5                                                                                 |
| Adam Krzesiński                                                                                   | floret (m)      | 44e       | 1ste ronde groep 8: 5de V van ITA Numa: 1-5 V van ESP Guerra: 4-5 W van AUT Wendt: 5-4 W van EGY Abdallah: 5-2 V van HKG Tang: 2-5 2de ronde: V van FRA Groc: 3-5, 1-5 |
| Marian Sypniewski                                                                                 | floret (m)      | 6e        | 1ste ronde groep 2: 2de V van EUN Shevchenko: 3-5 W van HUN Kiss: 5-4 W van CHN Wang: 5-1 W van USA Longenbach: 5-4 W van KOR Kim: 5-4 W van POR Guimarães: 5-1 2de ronde: vrij 3de ronde: W van GBR Gosbee: 3-5, 6-4, 5-2 4de ronde: W van EUN Holubytskiy: 5-3, 2-5, 5-3 5de ronde: W van CUB Gregory: 3-5, 5-3, 5-1 kwartfinale: V van CUB Gregory: 0-5, 5-6                                                                                   |
| Adam Krzesiński Piotr Kiełpikowski Marian Sypniewski Cezary Siess Ryszard Sobczak                 | floret team (m) | Brons     | 1ste ronde groep 2: 2de G van Italië: 8-8 W van Canada: 9-7 kwartfinale: W van EUN: 8-8 halve finale: V van Cuba: 7-9 bronzen finale: W van Hongarije: 45-40 |
| Marek Gniewkowski                                                                                 | sabel (m)       | 19e       | 1ste ronde groep 2: 4de V van ROU Szabo: 2-5 W van GER Nolte: 5-4 W van CAN Banos: 5-4 W van BRA Menalda: 5-4 V van USA Mormando: 2-5 2de ronde: vrij 3de ronde: W van FRA Daurelle: 6-5, 6-4 4de ronde: V van ESP García: 5-6, 3-5 herkansingen: V van POL Olech: 2-5, 2-5 |
| Robert Kościelniakowski                                                                           | sabel (m)       | 7e        | 1ste ronde groep 1: 3de V van GER Kempenich: 1-5 V van FRA Lamour: 4-5 W van GBR Williams: 5-4 W van ROU Grigore: 5-0 W van KSA Al-Baker: 5-0 2de ronde: vrij 3de ronde: V van GER Nolte: 5-6, 5-2, 2-5 herkansingen: W van HUN Nébald: 5-3, 5-1 herkansingen 2: W van USA Lofton: 1-5, 6-4, 6-5 herkansingen 3: W van ROU Grigore: 6-5, 5-6, 6-5 herkansingen 4: V van EUN Kiriyenko: 2-5, 5-1, 4-6 kwartfinale: V van FRA Lamour: 2-5, 5-1, 4-6 |
| Janusz Olech                                                                                      | sabel (m)       | 12e       | 1ste ronde groep 3: 3de V van GER Becker: 3-5 V van ITA Meglio: 2-5 W van CHN Yang: 5-4 W van CAN Banos: 5-2 W van CRC Mullins: 5-3 2de ronde: vrij 3de ronde: V van EUN Kiriyenko: 6-4, 2-5, 4-6 herkansingen: W van GBR Williams: 3-5, 5-2, 5-1 herkansingen 2: W van POL Gniewkowski: 5-2, 5-2 herkansingen 3: W van GER Becker: 5-1, 4-6, 5-2 herkansingen 4: V van HUN Szabó: 1-5, 4-6                                                       |
| Janusz Olech Robert Kościelniakowski Andrzej Kostrzewa Tadeusz Piguła Marek Gniewkowski           | sabel team (m)  | 6e        | 1ste ronde groep 4: 2de V van Duitsland: 3-9 W van Groot-Brittannië: 9-4 kwartfinale: V van EUN: 2-9 5-8ste plek: W van Italië: 8-8 5-6de plek: V van Duitsland: 6-9 |
|                                                                                                   |                 |           | |
| Monika Maciejewska                                                                                | floret (v)      | 27e       | 1ste ronde groep 1: 2de V van ITA Zalaffi: 2-5 W van KOR Lee: 5-4 W van FRA Meygret: 5-0 W van JPN Takayanagi: 5-3 W van RSA Botha: 5-0 V van CAN Tremblay: 3-5 2de ronde: vrij 3de ronde: V van CAN Tremblay: 4-6, 4-6 herkansingen: V van HUN Stefanek: 3-5, 3-5 |
| Anna Sobczak                                                                                      | floret (v)      | 11e       | 1ste ronde groep 6: 3de V van HUN Jánosi-Németh: 4-5 W van ROU Tufan: 5-2 W van FRA Modaine: 5-2 W van GBR Bracewell: 5-3 W van ARG Iannuzzi: 5-0 V van USA Bilodeaux-Banos: 1-5 2de ronde: vrij 3de ronde: W van USA Bilodeaux: 6-5, 5-1 4de ronde: V van GER Bau: 2-5, 2-5 herkansingen: W van FRA Spennato: 6-4, 6-5 herkansingen 2: W van KOR I: 4-6, 6-5, 6-5 herkansingen 3: V van ITA Trillini: 4-6, 2-5                                   |
| Barbara Wolnicka-Szewczyki                                                                        | floret (v)      | 20e       | 1ste ronde groep 3: 2de W van EUN Glikina: 5-4 W van ROU Grigorescu: 5-3 W van KOR Kim: 5-1 W van USA Sullivan: 5-1 V van GER Bau: 2-5 2de ronde: vrij 3de ronde: W van EUN Sadovskaya: 4-6, 5-2, 5-3 4de ronde: V van ITA Trillini: 0-5, 2-5 herkansingen: V van KOR I: 2-5, 3-5 |
| Katarzyna Felusiak Monika Maciejewska Anna Sobczak Barbara Wolnicka-Szewczyk Agnieszka Szuchnicka | floret team (m) | 8e        | 1ste ronde groep 1: 2de V van Italië: 1-9 W van Zuid-Korea: 9-4 kwartfinale: V van EUN: 7-9 5-8ste plek: V van Frankrijk: 4-9 7-8ste plek: W van Hongarije: 7-9 |

### Schietsport
| Olympiër                | Onderdeel                  | Resultaat | Prestatie                                                                                              |
| ----------------------- | -------------------------- | --------- | --- |
| Robert Kraskowski       | 10m luchtgeweer (m)        | 13e       | kwalificatie: 13de met 588 punten (98-97-98-99-98-98)                                                  |
| Tadeusz Czerwiński      | 50m geweer 3 houdingen (m) | 14e       | kwalificatie: 14de met 1160 punten (397-374-389)                                                       |
| Jacek Kubka             | 50m geweer 3 houdingen (m) | 35e       | kwalificatie: 35ste met 1145 punten (396-374-375)                                                      |
| Tadeusz Czerwiński      | 50m geweer liggend (m)     | 18e       | kwalificatie: 18de met 594 punten (100-99-98-98-100-99)                                                |
| Jacek Kubka             | 50m geweer liggend (m)     | 43e       | kwalificatie: 43ste met 588 punten (95-99-98-99-98-99)                                                 |
| Jerzy Pietrzak          | 50m pistool (m)            | 9e        | kwalificatie: 9de met 560 punten (93-95-94-97-89-92)                                                   |
| Adam Kaczmarek          | 25m snelvuurpistool (m)    | 7e        | kwalificatie: 2de met 591 punten (295-296) halve finale: 7de met 778 punten                            |
| Krzysztof Kucharczyk    | 25m snelvuurpistool (m)    | 4e        | kwalificatie: 3de met 590 punten (293-297) halve finale: 4de met 783 punten finale: 4de met 880 punten |
| Paweł Hadrych           | 10m luchtpistool (m)       | 29e       | kwalificatie: 29ste met 573 punten (95-96-97-95-96-95)                                                 |
| Jerzy Pietrzak          | 10m luchtpistool (m)       | 6e        | kwalificatie: 7de met 582 punten (98-100-95-97-99-93) finale: 6de met 680,1 punten                     |
|                         |                            |           | |
| Małgorzata Książkiewicz | 10m luchtgeweer (m)        | 23e       | kwalificatie: 23ste met 388 punten (98-96-98-96)                                                       |
| Renata Mauer-Różańska   | 10m luchtgeweer (m)        | 17e       | kwalificatie: 17de met 389 punten (98-97-97-97)                                                        |
| Małgorzata Książkiewicz | 50m geweer 3 houdingen (v) | Brons     | kwalificatie: 2de met 585 punten (195-191-199) finale: 3de met 681,5 punten                            |
| Renata Mauer-Różańska   | 50m geweer 3 houdingen (v) | 14e       | kwalificatie: 14de met 577 punten (198-189-190)                                                        |
| Julita Macur            | 25m pistool (v)            | 8e        | kwalificatie: 7de met 578 punten (283-295) finale: 8ste met 674 punten                                 |
| Julita Macur            | 10m luchtpistool (v)       | 39e       | kwalificatie: 39ste met 371 punten (93-93-94-91)                                                       |
| Mirosława Sagun         | 10m luchtpistool (v)       | 8e        | kwalificatie: 7de met 381 punten (95-94-97-95) finale: 8ste met 477,8 punten                           |
|                         |                            |           | |
| Dorota Chytrowska-Mika  | skeet                      | 25e       | kwalificatie: 25ste met 145 punten (25-24-24-24-24-24)                                                 |

### Schoonspringen
| Olympiër            | Onderdeel     | Resultaat | Prestatie                          |
| ------------------- | ------------- | --------- | ---------------------------------- |
| Grzegorz Kozdrański | 3m plank (m)  | 32e       | voorronde: 32ste met 228,06 punten |
| Grzegorz Kozdrański | 10m toren (m) | 22e       | voorronde: 22ste met 322,83 punten |

### Tafeltennis
| Olympiër                        | Onderdeel      | Resultaat | Prestatie |
| ------------------------------- | -------------- | --------- | --- |
| Andrzej Grubba                  | enkelspel (m)  | 9e        | groep D: 1ste W van BRA Kano: 2-1 W van TCH Vimi: 2-0 W van RSA Botha: 2-0 2de ronde: V van CHN Wang: 0-3 (13-21, 18-21, 7-21) |
| Piotr Skierski                  | enkelspel (m)  | 33e       | groep G: 3de W van CHI Morales: 2-0 V van TCH Korbel: 1-2 V van CHN Ma: 0-2                                                    |
| Andrzej Grubba Leszek Kucharski | dubbelspel (m) | 9e        | groep H: 2de V van FRA Éloi/Gatien: 1-2 W van NGR Musa/Olaleye: 2-0 W van NZL Bower/Jackson: 2-0                               |

### Tennis
| Olympiër                             | Onderdeel      | Resultaat | Prestatie                                         |
| ------------------------------------ | -------------- | --------- | ------------------------------------------------- |
| Katarzyna Nowak                      | enkelspel (v)  | 33e       | 1ste ronde: V van FRA Halard: 4-6, 6-7            |
| Magdalena Mróz Katarzyna Teodorowicz | dubbelspel (v) | 33e       | 1ste ronde: V van ARG Paz/Tarabini: 6-4, 4-6, 3-6 |

### Voetbal
| Olympiër | Onderdeel | Resultaat | Prestatie |
| --- | --------- | --------- | --- |
| Dariusz Adamczuk Marek Bajor Jerzy Brzęczek Dariusz Gęsior Marcin Jałocha Andrzej Juskowiak Aleksander Kłak Andrzej Kobylański Dariusz Koseła Wojciech Kowalczyk Marek Koźmiński Tomasz Łapiński Grzegorz Mielcarski Arkadiusz Onyszko Ryszard Staniek Dariusz Szubert Piotr Świerczewski Mirosław Waligóra Tomasz Wałdoch Tomasz Wieszczycki | mannen    | Zilver    | groep A: 1ste W van Koeweit: 2-0 W van Italië: 3-0 G van Verenigde Staten: 2-2 kwartfinale: W van Qatar: 2-0 halve finale: W van Australië: 6-1 finale: V van Spanje: 2-3 |

| Groep A |                  |             |             |             |             |            |            |            |        |
| #       | Land             | Wedstrijden | Wedstrijden | Wedstrijden | Wedstrijden | Doelpunten | Doelpunten | Doelpunten | Punten |
| #       | Land             | G           | W           | G           | V           | V          | T          | Saldo      | Punten |
| 1       | Polen            | 3           | 2           | 1           | 0           | 7          | 2          | +5         | 5      |
| 2       | Italië           | 3           | 2           | 0           | 1           | 3          | 4          | -1         | 4      |
| 3       | Verenigde Staten | 3           | 1           | 1           | 1           | 6          | 5          | +1         | 3      |
| 4       | Koeweit          | 3           | 0           | 0           | 3           | 1          | 6          | -5         | 0      |

| Ronde        | Datum     | Plaats           | Land | Score     | Land |
| ------------ | --------- | ---------------- | ---- | --------- | ---- |
| Groepsfase   |           |                  |      |           |      |
| 24 juli      | Zaragoza  | Polen            | 2-0  | Koeweit   |      |
| 27 juli      | Barcelona | Italië           | 0-3  | Polen     |      |
| 29 juli      | Zaragoza  | Verenigde Staten | 2-2  | Polen     |      |
| Kwartfinale  |           |                  |      |           |      |
| 1 augustus   | Barcelona | Polen            | 2-0  | Qatar     |      |
| Halve finale |           |                  |      |           |      |
| 5 augustus   | Barcelona | Polen            | 6-1  | Australië |      |
| Finale       |           |                  |      |           |      |
| 8 augustus   | Barcelona | Polen            | 2-3  | Spanje    |      |

### Wielersport
| Olympiër                                                                    | Onderdeel                     | Resultaat | Prestatie                                                              |
| Baan                                                                        | Baan                          | Baan      | Baan                                                                   |
| --------------------------------------------------------------------------- | ----------------------------- | --------- | ---------------------------------------------------------------------- |
| Grzegorz Krejner                                                            | tijdrit (m)                   | 20e       | 1.07,235                                                               |
| Wojciech Pawłak                                                             | puntenkoers (m)               | 12e       | halve finale 1: 12de met 7 punten finale: 12de met 12 punten           |
| Robert Karśnicki                                                            | individuele achtervolging (m) | 13e       | kwalificatie: 11de in 4.39,836 kwartfinale: V van ESP Alperi: 4.35,184 |
| Weg                                                                         |                               |           |                                                                        |
| Jacek Mickiewicz                                                            | wegwedstrijd (m)              | 22e       | 4:35.56                                                                |
| Zbigniew Piątek                                                             | wegwedstrijd (m)              | 55e       | 4:35.56                                                                |
| Andrzej Sypytkowski                                                         | wegwedstrijd (m)              | 6e        | 4:35.56                                                                |
| Andrzej Sypytkowski Grzegorz Piwowarski Dariusz Baranowski Marek Leśniewski | ploegentijdrit (m)            | 6e        | 2:06.34                                                                |

### Worstelen
| Olympiër             | Onderdeel   | Resultaat   | Prestatie |
| Vrije stijl          | Vrije stijl | Vrije stijl | Vrije stijl |
| -------------------- | ----------- | ----------- | --- |
| Stanisław Szostecki  | -48kg (m)   | 13e         | groep B: 7de W van SWE Besarati: 3-1 V van GER Heugabel: 0-3 V van EUN Orujov: 0-4 |
| Dariusz Grzywiński   | -62kg (m)   | 13e         | groep B: 7de V van PUR Nieves: 0-4 W van LAT Žukovs: 3-1 V van BUL Vasilev: 1-3 |
| Krzysztof Walencik   | -74kg (m)   | 5e          | groep B: 3de W van CYP Iliadis: 3-0 V van EUN Gadzhiev: 1-3 W van TCH Revický: 3-0 W van MGL Enkhbayar: 3-1 V van USA Monday: 3-0 5-6de plek: W van CAN Holmes: walk-over                                   |
| Robert Kostecki      | -82kg (m)   | 15e         | groep B: 8ste V van IRI Khadem: 0-3 V van USA Jackson: 1-3 |
| Marek Garmulewicz    | -90kg (m)   | 7e          | groep B: 4de W van PUR Sánchez: 4-0 V van HUN Tóth: 1-3 V van TUR Şimşek: 1-3 7-8ste plek: W van ITA Lombardo: 0-0                                                                                          |
| Andrzej Radomski     | -100kg (m)  | 5e          | groep B: 3de W van MGL Javkhlantögs: 4-0 W van SEN Diouf: 4-0 W van NCA Gutiérrez: 4-0 V van TUR Kayalı: 1-3 V van EUN Khabelov: 0-3 5-6de plek: W van IND Verma: 3-0                                       |
| Tomasz Kupis         | -130kg (m)  | 15e         | groep A: 7de V van TUR Demir: 1-3 V van CAN Thue: 0-3 |
| Grieks-Romeins       |             |             | |
| Włodzimierz Zawadzki | -62kg (m)   | 4e          | groep A: 2de W van JPN Nishiguchi: 3-1 W van CHN Hu: 3-0 V van EUN Martynov: 0-3 W van SUI Dietsche: 0-3 bronzen finale: V van CUB Marén: 0-3                                                               |
| Ryszard Wolny        | -68kg (m)   | 7e          | groep A: 4de W van JPN Mori: 3-0 W van SWE Kornbakk: 3-1 V van CUB Rodríguez: 1-3 V van EUN Dugushiev: 1-3 7-8ste plek: W van CAN Yeats: 3-0                                                                |
| Józef Tracz          | -74kg (m)   | Zilver      | groep A: 1ste W van Onafhankelijk deelnemer Trajković: 3-0 W van FIN Karila: 3-1 W van TCH Zeman: 3-1 W van TUR Balcı: 3-1 W van AUT Marchl: 3-1 W van SWE Kornbakk: 4-0 finale: V van EUN Iskandaryan: 1-3 |
| Piotr Stępień        | -82kg (m)   | Zilver      | groep A: 1ste W van ITA Razzino: 3-0 W van EUN Turlykhanov: 3-1 W van SUI Martinetti: 3-1 W van FIN Niemi: 3-0 finale: V van HUN Farkas: 1-3                                                                |
| Andrzej Wroński      | -100kg (m)  | 4e          | groep A: 2de V van USA Koslowski: 0-3 W van CRO Damjanović: 3-0 W van EST Hallik: 3-0 W van KOR Song: 3-1 G van ROU Ieremciuc: 0-0 bronzen finale: V van EUN Demyashkevich: 0-3                             |
| Jerzy Choromański    | -130kg (m)  | 9e          | groep B: 5de V van GRE Poikilidis: 0-3 V van CHN Tian: 1-3 9-10de plek: W van Onafhankelijk deelnemer Radaković: 3-1                                                                                        |

### Zeilen
| Olympiër                       | Onderdeel         | Resultaat | Prestatie                                       |
| ------------------------------ | ----------------- | --------- | ----------------------------------------------- |
| Piotr Olewiński                | lechner A-390 (m) | 28e       | 276,0 punten: (30-28-23-PMS-25-PMS-23-21-15-12) |
| Marek Chocian Zdzisław Staniul | 470 (m)           | 21e       | 144,0 punten: (17-15-15-24-20-PMS-17)           |
|                                |                   |           |                                                 |
| Joanna Burzyńska               | lechner A-390 (v) | 9e        | 122,7 punten: (10-8-9-DSQ-10-6-11-11-7-2)       |

### Zwemmen
| Olympiër                                                           | Onderdeel             | Resultaat | Prestatie                                                  |
| ------------------------------------------------------------------ | --------------------- | --------- | ---------------------------------------------------------- |
| Krzysztof Cwalina                                                  | 50m vrije slag (m)    | 18e       | serie 8: 7de in 23,20                                      |
| Krzysztof Cwalina                                                  | 100m vrije slag (m)   | 35e       | serie 6: 3de in 51,70                                      |
| Artur Wojdat                                                       | 200m vrije slag (m)   | 4e        | serie 8: 3de in 1.48,60 finale: 4de in 1.48,24             |
| Mariusz Podkościelny                                               | 400m vrije slag (m)   | 15e       | serie 6: 3de in 3.52,07 finale B: 7de in 3.54,56           |
| Artur Wojdat                                                       | 400m vrije slag (m)   | 4e        | serie 4: 1ste in 3.51,66 finale: 4de in 3.48,10            |
| Piotr Albiński                                                     | 1500m vrije slag (m)  | 9e        | serie 2: 4de in 15.23,01                                   |
| Mariusz Podkościelny                                               | 1500m vrije slag (m)  | 10e       | serie 3: 3de in 15.25,42                                   |
| Konrad Gałka                                                       | 100m vlinderslag (m)  | 55e       | serie 5: 8ste in 58,86                                     |
| Rafał Szukała                                                      | 100m vlinderslag (m)  | Zilver    | serie 7: 1ste in 53,60 finale: 2de in 53,35 (NR)           |
| Konrad Gałka                                                       | 200m vlinderslag (m)  | 18e       | serie 7: 5de in 2.01,33                                    |
| Rafał Szukała                                                      | 200m vlinderslag (m)  | 4e        | serie 7: 3de in 1.59,51 finale: 4de in 1.58,89             |
| Igor Łuczak                                                        | 200m wisselslag (m)   | 29e       | serie 3: 1ste in 2.07,08                                   |
| Marcin Maliński                                                    | 200m wisselslag (m)   | 20e       | serie 4: 1ste in 2.05,32                                   |
| Igor Łuczak                                                        | 400m wisselslag (m)   | 20e       | serie 2: 1ste in 4.28,60                                   |
| Marcin Maliński                                                    | 400m wisselslag (m)   | 14e       | serie 4: 5de in 4.24,72 finale B: 6de in 4.22,59           |
| Piotr Albiński Krzysztof Cwalina Mariusz Podkościelny Artur Wojdat | 4x200m vrije slag (m) | 13e       | serie 1: 5de in 7.29,59                                    |
|                                                                    |                       |           |                                                            |
| Małgorzata Galwas                                                  | 100m rugslag (v)      | 29e       | serie 2: 2de in 1.05,36 (NR)                               |
| Małgorzata Galwas                                                  | 200m rugslag (v)      | 26e       | serie 3: 3de in 2.17,73 (NR)                               |
| Marta Włodkowska                                                   | 200m rugslag (v)      | 38e       | serie 2: 5de in 2.22,86                                    |
| Magdalena Kupiec                                                   | 100m schoolslag (v)   | 10e       | serie 4: 5de in 1.10,90 finale B: 2de in 1.10,32 (NR)      |
| Alicja Pęczak                                                      | 100m schoolslag (v)   | 11e       | serie 4: 4de in 1.10,60 finale B: 3de in 1.10,73           |
| Magdalena Kupiec                                                   | 200m schoolslag (v)   | 15e       | serie 3: 6de in 2.33,92 finale B: 7de in 2.35,74           |
| Alicja Pęczak                                                      | 200m schoolslag (v)   | 8e        | serie 4: 1ste in 2.30,78 (NR) finale: 8ste in 2.31,76      |
| Anna Uryniuk                                                       | 100m vlinderslag (v)  | 22e       | serie 3: 1ste in 1.02,50 (NR)                              |
| Ewa Synowska                                                       | 200m vlinderslag (v)  | 11e       | serie 4: 4de in 2.14,58 (NR) finale B: 3de in 2.13,61 (NR) |
| Anna Uryniuk                                                       | 200m vlinderslag (v)  | 12e       | serie 2: 1ste in 2.14,91 finale B: 4de in 2.14,44          |
| Alicja Pęczak                                                      | 200m wisselslag (v)   | 11e       | serie 4: 3de in 2.17,90 finale B: 3de in 2.18,55           |
| Ewa Synowska                                                       | 200m wisselslag (v)   | 8e        | serie 3: 1ste in 2.16,88 (NR) finale: 8ste in 2.18,85      |
| Alicja Pęczak                                                      | 400m wisselslag (v)   | 24e       | serie 4: 8ste in 4.58,30                                   |
| Ewa Synowska                                                       | 400m wisselslag (v)   | 8e        | serie 2: 2de in 2.46,00 (NR) finale: 8ste in 4.53,32       |

Albanië · Algerije · Amerikaanse Maagdeneilanden · Amerikaans-Samoa · Andorra · Angola · Antigua en Barbuda · Argentinië · Aruba · Australië · Bahama's · Bahrein · Bangladesh · Barbados · België · Belize · Benin · Bermuda · Bhutan · Bolivia · Bosnië en Herzegovina · Botswana · Brazilië · Britse Maagdeneilanden · Bulgarije · Burkina Faso · Canada · Centraal-Afrikaanse Republiek · Chili · China · Chinees Taipei · Colombia · Congo-Brazzaville · Cookeilanden · Costa Rica · Cuba · Cyprus · Denemarken · Djibouti · Dominicaanse Republiek · Duitsland · Ecuador · Egypte · El Salvador · Equatoriaal-Guinea · Estland · Ethiopië · Fiji · Filipijnen · Finland · Frankrijk · Gabon · Gambia · Gezamenlijk team · Ghana · Grenada · Griekenland · Groot-Brittannië · Guam · Guatemala · Guinee · Guyana · Haïti · Honduras · Hongarije · Hongkong · Ierland · IJsland · India · Indonesië · Irak · Iran · Israël · Italië · Ivoorkust · Jamaica · Japan · Jemen · Jordanië · Kaaimaneilanden · Kameroen · Kenia · Koeweit · Kroatië · Laos · Lesotho · Letland · Libanon · Libië · Liechtenstein · Litouwen · Luxemburg · Madagaskar · Malawi · Malediven · Maleisië · Mali · Malta · Marokko · Mauritanië · Mauritius · Mexico · Monaco · Mongolië · Mozambique · Myanmar · Namibië · Nederland · Nederlandse Antillen · Nepal · Nicaragua · Nieuw-Zeeland · Niger · Nigeria · Noord-Korea · Noorwegen · Oeganda · Oman · Oostenrijk · Pakistan · Panama · Papoea-Nieuw-Guinea · Paraguay · Peru · Polen · Portugal · Puerto Rico · Qatar · Roemenië · Rwanda · Saint Vincent‑Grenadines · Salomonseilanden · Samoa · San Marino · Saoedi-Arabië · Senegal · Seychellen · Sierra Leone · Singapore · Slovenië · Soedan · Spanje · Sri Lanka · Suriname · Swaziland · Syrië · Tanzania · Thailand · Togo · Tonga · Trinidad en Tobago · Tsjaad · Tsjecho-Slowakije · Tunesië · Turkije · Uruguay · Vanuatu · Venezuela · Verenigde Arabische Emiraten · Verenigde Staten · Vietnam · Zaïre · Zambia · Zimbabwe · Zuid-Afrika · Zuid-Korea · Zweden · Zwitserland · Onafhankelijke olympische deelnemers